# دهستان ایتیوند شمالی
ایتیوندشمالی، دهستانی است از توابع بخش کاکاوند شهرستان دلفان در استان لرستان ایران.

## جمعیت
براساس سرشماری سال ۱۳۸۵ جمعیت آن ۳٬۱۲۶ نفر (۶۲۲ خانوار) بوده‌است.